# Oskar Painter
Oskar Painter (* 1972 in Kanada) ist ein kanadischer Physiker, der sich mit Optik im Nanobereich befasst.
Painter wurde 2001 am Caltech promoviert und wurde dort 2002 Assistant Professor und 2008 Associate Professor. Seit 2011 war er dort Ko-Direktor am Kavli Nanoscience Institute. 2012 wurde er Direktor am Max-Planck-Institut für die Physik des Lichts in Erlangen und erhielt 2013 eine Humboldt-Professur. Diese Position verließ er jedoch 2014 wieder, kehrte zum Caltech zurück und ist seitdem nur noch mit einer kleinen Gruppe am Max-Planck-Institut vertreten.
Er befasst sich mit Quanten-Optomechanik, das heißt dem quantenmechanischen Verhalten von Nanostrukturen in Wechselwirkung mit Licht. Dabei nutzt er den schwachen Lichtdruck, um mechanische Quantenresonatoren zu präparieren und zu untersuchen. Dies hat Anwendungen auf Kommunikationsnetzwerke in der integrierten Optik und hochpräzise, quantenlimitierte Sensoren.
Er ist Mitgründer der Firma Xponents Photonics. Painter ist Mitglied des IEEE, der Optical Society of America und der American Physical Society.